# Nan Geng
Nan Geng (chiń. 南庚), imię osobiste Zi Geng – władca Chin z dynastii Shang.
Starożytna chińska kronika Zapiski historyka autorstwa Sima Qiana informuje, że wstąpił na tron po śmierci kuzyna Zu Dinga. Jego stolicą było początkowo miasto Bi (庇), jednak w trzecim roku swojego panowania przeniósł stolicę do Yan (奄). Rządził przez około 29 lat, a pośmiertnie otrzymał imię Nan Geng. Jego następcą został syn jego kuzyna Yang Jia.
Niewiele więcej wiadomo o szczegółach jego panowania.